# Estación de Compans
La estación de Compans es una estación ferroviaria francesa situada en la comuna homónima, en el departamento de Seine et Marne, al noreste de París. Pertenece a la línea K del Transilien.

## Historia
Cuando la Compañía de Ferrocarriles del Norte puso en servicio el tramo Sevran - Villers-Cotterêts, la comuna de Compans, que en aquella época contaba con menos de 200 habitantes, no disponía de ninguna estación de tren. Eso obligaba a los habitantes de la zona a recorrer cuatro kilómetros para llegar a la Estación de Mitry - Claye. 
En 1891, la compañía y las autoridades locales llegaron a un acuerdo para abrir un apeadero cerca de la localidad. Aunque se desconoce la fecha exacta en que empezó a funcionar se sabe que fue a principios del siglo XX ya que existe un postal anterior a 1907 donde una locomotora "Nord 2 294" aparece detenida en el apeadero.

## Descripción
Este sencillo apeadero se sitúa sobre un puente ferroviario al que se accede subiendo unas largas escaleras. Se compone de dos vías y de dos andenes laterales. Estos disponen de un pequeño refugio cubierto para los viajeros y de un equipamiento mínimo compuesto por una máquina expendedora de billetes, paneles informativos y unos relojes. 
En 2004, no alcanzaba los 500 viajeros diarios.